# Radvanice (kraj hradecki)
Radvanice – gmina w Czechach, w powiecie Trutnov, w kraju hradeckim. Według danych z dnia 1 stycznia 2013 liczyła 1 079 mieszkańców.